# ネフェリスの戦い (紀元前149年)
第一次ネフェリスの戦いは、第三次ポエニ戦争中の紀元前149年に、ネフェリス近郊で発生した、共和政ローマとカルタゴの戦闘。

## 背景
紀元前149年、ローマは執政官二人のコンスル（執政官）ルキウス・マルキウス・ケンソリヌス（海軍担当）とマニウス・マニリウス（陸軍担当）をカルタゴに派遣し、首都カルタゴを攻撃した。しかし攻撃は失敗に終わり、海軍は火船の攻撃を受けて壊滅、ケンソリヌスはローマに戻った。マニリウスは野営地を強化してアフリカに留まった。ローマ軍を壊滅から救ったのはトリブヌス・ミリトゥムのスキピオ・アエミリアヌスであった 。

## 戦闘
マニリウスは歩兵10,000と騎兵4.000を使ってカルタゴ周辺を略奪し、食料や攻城兵器用の木材を確保しようとした。しかし、度々ファメエアスのカルタゴ騎兵から攻撃を受け、損害を出していた 。その後マニリウスは、ハスドルバルが守るネフェリスの攻撃を計画した。ネフェリスまでの道は険しく、また高地はカルタゴ軍が占拠していることから、スキピオ・アエミリアヌスはこの遠征に反対したが、マニリウスは遠征を実行した。ネフェリス近郊の川に達したところで、スキピオ・アエミリアヌスは再度攻撃を思いとどまるようマニリウスを説得したが、レガトゥス（副司令官）達は「敵を前にしながら引き返すのは慎重というよりも臆病」であると非難した。スキピオ・アエミリアヌスは、「それならば対岸に陣地を築いて、安全を確保すべき」と意見したが、あるレガトゥスは「マニリウスの代わりにスキピオが軍を指揮するのであれば、自分は剣を捨てる」と脅した。あまり戦闘の経験のないマニリウスは、スキピオ・アエミリアヌスの意見を入れず、川を渡ってハスドルバルを直接攻撃した。両軍ともに大損害を受けたが、ハスドルバルは安全なネフェリス城内に一旦退避し、ローマ軍が撤退する際に追撃する構えを見せた。ローマ軍は川岸までは秩序だって撤退したが、渡河は混乱した。これを見たハスドルバルはローマ軍を攻撃、レガトゥス3人も戦死した 。
ここでもスキピオ・アエミリアヌスは隷下の騎兵300と、急いで集めた騎兵を用い、カルタゴ軍に反撃した。これでカルタゴ軍は崩れたが、それでも一部のローマ兵は渡河することができず、対岸に取り残され、丘の上で包囲されてしまった。これを知ったスキピオ・アエミリアヌスは、2日分の食料を持って出撃、カルタゴ軍を撃破して孤立したローマ兵の救出に成功した。しかしカルタゴ軍は数に勝っており、それ以上の追撃は行わなかった 。

## その後
マニリウスは一旦野営地に戻った。しかし前回の失敗を恥と感じ、15日間の食料をもって再度ネフェリスへの遠征を行った。今回はスキピオ・アエミリアヌスの前回の助言に従ってネフェリス近くに防御を強化した陣地を構築したが、結局軍事的には何も得るものはなかった 。しかし、この遠征中に、スキピオ・アエミリアヌスはカルタゴ騎兵を率いていたファメエアスをローマに投降させることに成功し、マニリウスも面目を保つことができた 。

## 参考資料
- Appian (1899). “Punic Wars” (英語). XIV. 97-99. Perseus Digital Libraryより2020年7月31日閲覧.